# Люляково (Бургаська область)
Лю́ляково (болг. Люляково) — село в Бургаській області Болгарії. Входить до складу общини Руєн.

## Населення
За даними перепису населення 2011 року у селі проживали 1717 осіб.
Національний склад населення села:
| Національність   | Кількість осіб | Відсоток |
| ---------------- | -------------- | -------- |
| турки            | 1166           | 76,1%    |
| болгари          | 365            | 23,8%    |
| Всього відповіли | 1533           |          |

Розподіл населення за віком у 2011 році:
Динаміка населення: